# Piet Kruiver
Piet Kruiver (5. ledna 1938 Koog aan de Zaan, Nizozemsko – 18. března 1989) byl nizozemský fotbalista, který hrával na pozici útočníka.

## Klubová kariéra
Nejúspěšnější období zažil v dresu nizozemského Feyenoordu, s nímž vyhrál titul v Eredivisie i prvenství v nizozemském poháru (obě trofeje v sezóně 1964/65). Ve finále nizozemského poháru porazil Feyenoord klub Go Ahead Eagles 1:0. V následující sezóně 1965/66 se stal s 23 vstřelenými brankami nejlepším střelcem Eredivisie (o prvenství se dělil s Willy van der Kuijlenem z PSV Eindhoven). Mimo Nizozemska působil krátce v Itálii v týmu Lanerossi Vicenza.

## Reprezentační kariéra
V letech 1957–1965 nastupoval za nizozemskou fotbalovou reprezentaci. Svůj reprezentační debut absolvoval 17. listopadu 1957 v přátelském utkání proti týmu Belgie, Nizozemsko vyhrálo 5:2, Kruiver vstřelil jeden gól.
Nezúčastnil se žádných vrcholových fotbalových turnajů, hrál pouze kvalifikace na Euro 1964 a MS 1966. Celkem odehrál v nizozemské reprezentaci 22 zápasů a vstřelil v nich 12 branek.